# Банька (річка)
Ба́нька (рос. Банька) — річка в Московській області Росії, ліва притока Москви-ріки.
Назва порівняно пізня, засвідчена тільки в XIX столітті. Вона може бути пов'язана з д.-рус. баня («джерело, переважно тепле») і відбивати якусь особливість річки, відносно теплу воду, слабку замерзаність.
Починається з болота біля села Большаково Солнечногорського району, впадає в Москву-ріку на території Красногорська недалеко від залізничної станції Павшино. Протікає по південних схилах Смоленсько-Московської височини. На Баньці стоїть місто Красногорськ.
Довжина — 22 км, площа водозбірного басейну — 71,5 км². Рівнинного типу. Живлення переважно снігове. Банька замерзає в листопаді — початку грудня, скресає наприкінці березня — квітні.
У своїх верхів'ях (до Красногорська) річка тече в мальовничій долині з густими ялиново-широколистяними і ялиново-березовими лісами. На річці і на її притоці, річці Синичці, побудовані греблі, що є місцями масового відпочинку.
На схилах долини поблизу Красногорська прокладені лижні траси. Нижня частина басейну Баньки в межах Красногорська густо заселена і туристичного значення не має. Частково річка протікає по території Красногорського заводу ім. Звєрева (відкрито і в трубі).